# Cambridgeshire
Cambridgeshire je ceremoniální tradiční a nemetropolitní hrabství, které bylo vytvořeno z historických hrabství Cambridgeshire a Huntingdonshire, spolu s Isle of Ely a Soke of Peterborough.

## Symboly hrabství

### Vlajka
Vlajka hrabství je tvořena modrým listem o poměru stran 3:5, se dvěma úzkými, světle modrými, vlnitými, vodorovnými pruhy a třemi žlutými korunkami – dběma v horní a jednou v dolní části.
Modrá barva vlajky je shodná s barvou štítu na vlajce regionu Východní Anglie (ta má však nejasnou platnost, zřejmě jde o vlajku neoficiální). Z téže vlajky pochází i tři žluté korunky. Vlnité pruhy symbolizují řeku Cam a mají barvu typickou pro Cambridgeskou univerzitu (užívanou univerzitními sportovními týmy).
Vlajku navrhl Brady Ells v roce 2010, v původním návrhu však byly vlnité pruhy žluté. Pro soutěž vypsanou v roce 2014 byla barva pro pruhy změněna na „Cambridge Blue”.

Vlajka regionu Východní Anglie (nejasná platnost) Poměru stran: 3:5
Vlajka Rady hrabství Cambridgeshire Poměr: 3:5

## Hospodářství
Níže je tabulka uvádějící strukturu hospodářství Cambridgeshiru. Hodnoty jsou v milionech liber šterlinků.
| Rok  | Přidané hodnoty | Zemědělství | Průmysl | Služby |
| ---- | --------------- | ----------- | ------- | ------ |
| 1995 | 5 896           | 228         | 1 646   | 4 022  |
| 2000 | 7 996           | 166         | 2 029   | 5 801  |
| 2003 | 10 154          | 207         | 2 195   | 7 752  |

## Administrativní členění
Hrabství se dělí na šest distriktů:
1. City of Peterborough (unitary authority)
2. Fenland
3. Huntingdonshire
4. East Cambridgeshire
5. South Cambridgeshire
6. City of Cambridge